# 朱莉娅·巴洛·普拉特
朱莉娅·巴洛·普拉特（1857年9月14日—1935年）是一位美国胚胎学家、政治家和市长。